# Hans Schmid (Fußballspieler, III)
Hans Schmid (Lebensdaten unbekannt) war ein deutscher Fußballspieler, der eine Saison lang für den FC Bayern München aktiv war.

## Karriere
Schmid gehörte in der Saison 1931/32 dem FC Bayern München als Mittelfeldspieler an. Für die Bayern bestritt er ein Punktspiel in der Gruppe Südbayern, neun Spiele in der Gruppe Süd/Ost der Endrunde um die Süddeutsche Meisterschaft, ein Endrundenspiel um die Deutsche Meisterschaft und vier Freundschaftsspiele. Sein Pflichtspieldebüt gab er am 22. November 1931 (15. Spieltag) beim 4:2-Sieg im Auswärtsspiel gegen den VfB Ingolstadt-Ringsee.
Nach der Südbayerischen Meisterschaft 1932 und als Sieger der Gruppe Süd/Ost in der Endrunde um die Süddeutsche Meisterschaft zog seine Mannschaft gegen den Sieger der Gruppe Nord/West, Eintracht Frankfurt, ins Endspiel ein. Aufgrund von Zuschauertumulten wurde das Spiel beim Stand von 2:0 für die Hessen in der 83. Minute abgebrochen und zugunsten der Frankfurter gewertet. Als Zweiter der Süddeutschen Meisterschaft war er mit den Bayern als Teilnehmer an der Endrunde um die Deutsche Meisterschaft dennoch qualifiziert. Er bestritt einzig das am 22. Mai 1932 mit 3:2 beim PSV Chemnitz gewonnene Viertelfinale.

## Erfolge
- Deutscher Meister 1932
- Zweiter der Süddeutschen Meisterschaft 1932
- Südbayerischer Meister 1932

## Sonstiges
Hans Schmid erhielt aus Verwechslungsgründen den Zusatz „III“, da kurioserweise auch ein Hans Schmid I und Hans Schmid II beim FC Bayern München spielten, letzterer mit ihm gemeinsam.